# Ovabunda macrospiculata
Ovabunda macrospiculata is een zachte koraalsoort uit de familie Xeniidae. De koraalsoort komt uit het geslacht Ovabunda. Ovabunda macrospiculata werd in 1940 voor het eerst wetenschappelijk beschreven door Gohar. 